# James Weekes (voile)
Pour les articles homonymes, voir James Weekes.
James Higginson Weekes est un skipper américain né le 11 septembre 1911 à New York et mort le 13 juin 1977 à Dublin.

## Biographie
James Weekes participe aux Jeux olympiques d'été de 1948 à Londres, où il remporte avec Herman Whiton, Alfred Loomis, Michael Mooney et James Smith la médaille d'or en classe 6 Metre à bord du Llanoria.